# 黎明晖
黎明晖（1909年11月20日—2003年12月9日），女，湖南湘潭人，中国儿童歌舞演员、电影演员。

## 家庭
父亲黎锦晖。